# Бібліотека № 134 для юнацтва (Київ)
Бібліотека № 134 для юнацтва Дніпровського району м. Києва.

## Адреса
02218, Київ, вул. Сірожупанників, 28.

## Характеристика
Площа приміщення бібліотеки — 269 м², бібліотечний фонд — близько 12 000 одиниць зберігання. Щорічно обслуговує 2850 користувачів, кількість відвідувань за рік — 18 000, книговидач — 52 000 примірників.

## Історія бібліотеки
Бібліотека № 134 для юнацтва була заснована у 1964 році як філія Центральної районної бібліотеки імені Павла Тичини. Нині це одна з двох у Дніпровському районі міста Києва бібліотек для юнацтва.
Бібліотека працює на задоволення інформаційних запитів учнівської молоді — школярів та студентів. Надає інформаційну підтримку молоді, яка шукає роботу чи займається самоосвітою. Бібліотека допомагає дітям, підліткам їх мамам і татам підібрати літературу за смаком. При бібліотеці працює клуб «Розрада». Девіз бібліотеки — «Максимальна доступність, сучасність та відкритість!».

## Можливості бібліотеки
- сучасна, простора, зручна читальна зала;
- безкоштовний доступ до мережі Інтернет;
- 15 найменувань періодичних видань;
- нові надходження літератури кожного кварталу;
- можливість отримати книгу з інших бібліотек мережі чи міських по замовленню;
- інтернет-центр.